# Kanzel (Blindheim)

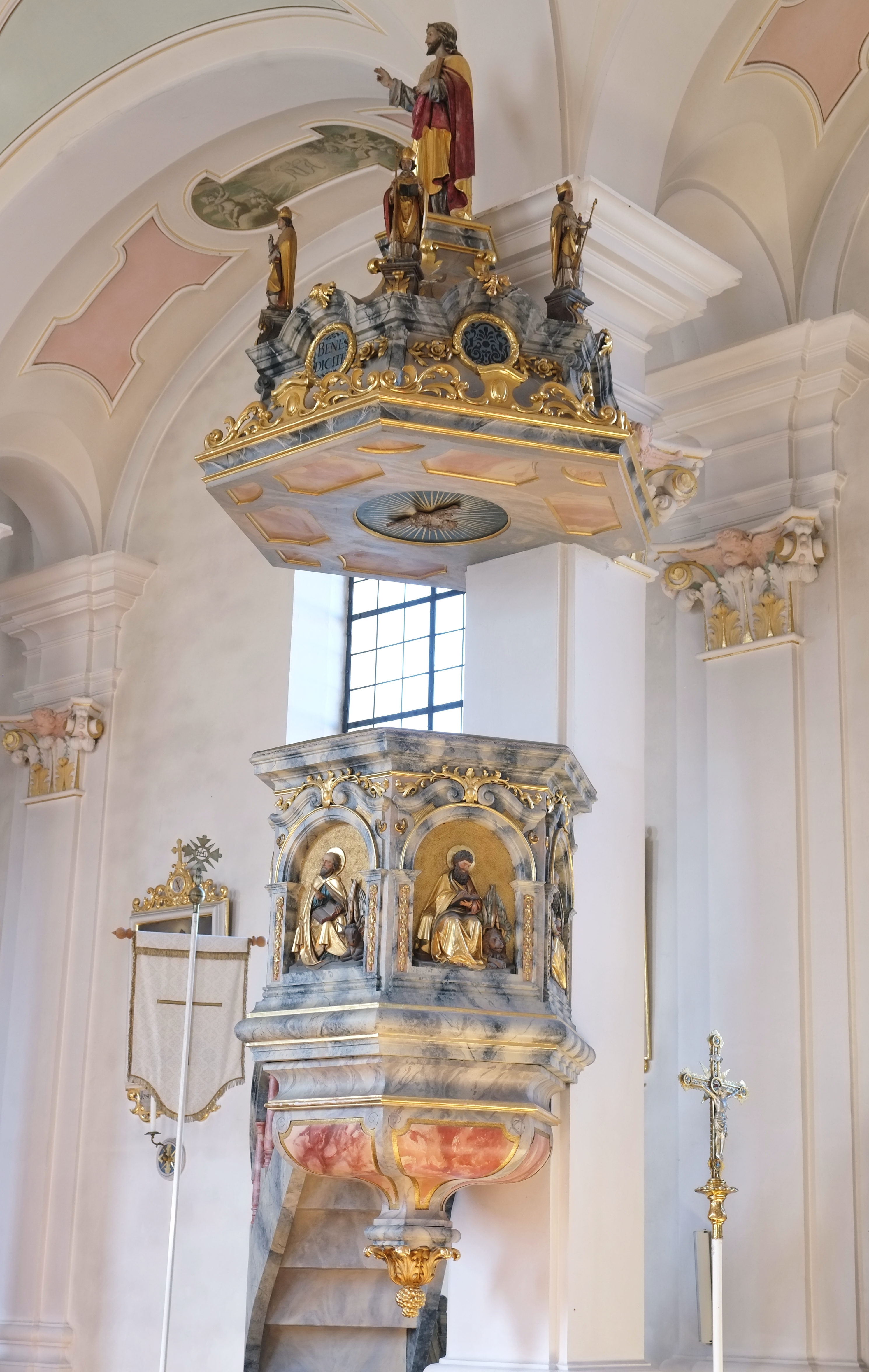
Kanzel in Blindheim

Die Kanzel in der katholischen Pfarrkirche St. Martin in Blindheim, einer Gemeinde im Landkreis Dillingen an der Donau im bayerischen Regierungsbezirk Schwaben, wurde 1883 geschaffen. Die Kanzel ist ein Teil der als Baudenkmal geschützten Kirchenausstattung.
Die Kanzel aus Holz im Stil des Neubarocks besitzt einen polygonalen Kanzelkorb, in dessen vier rundbogigen Nischen Skulpturen der Evangelisten stehen. Der sechseckige Schalldeckel mit Heiliggeisttaube an der Unterseite wird von der Skulptur des segnenden Christus bekrönt. Unter ihm stehen auf dem Gesims vier kleinere Heiligenfiguren.

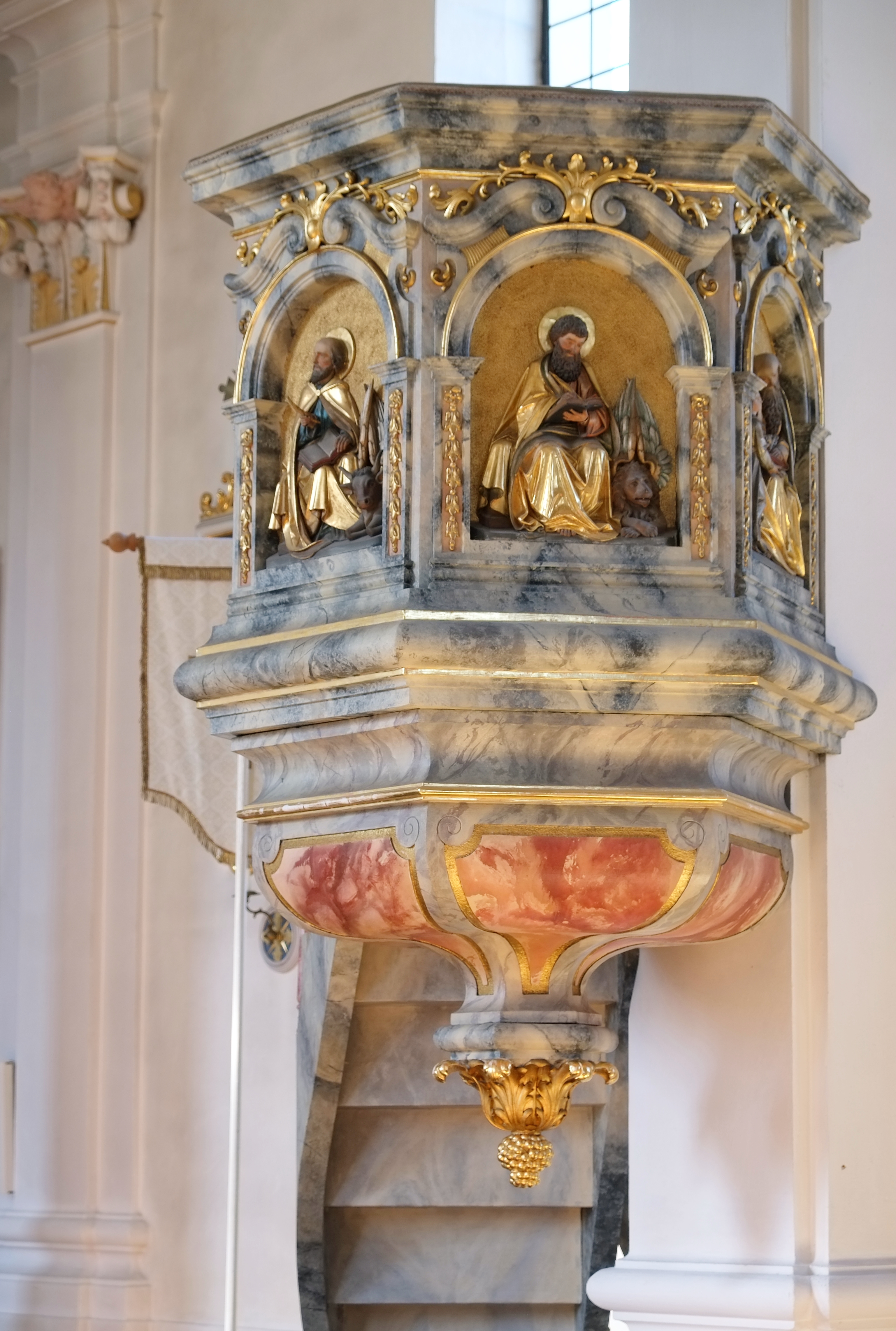
Kanzelkorb
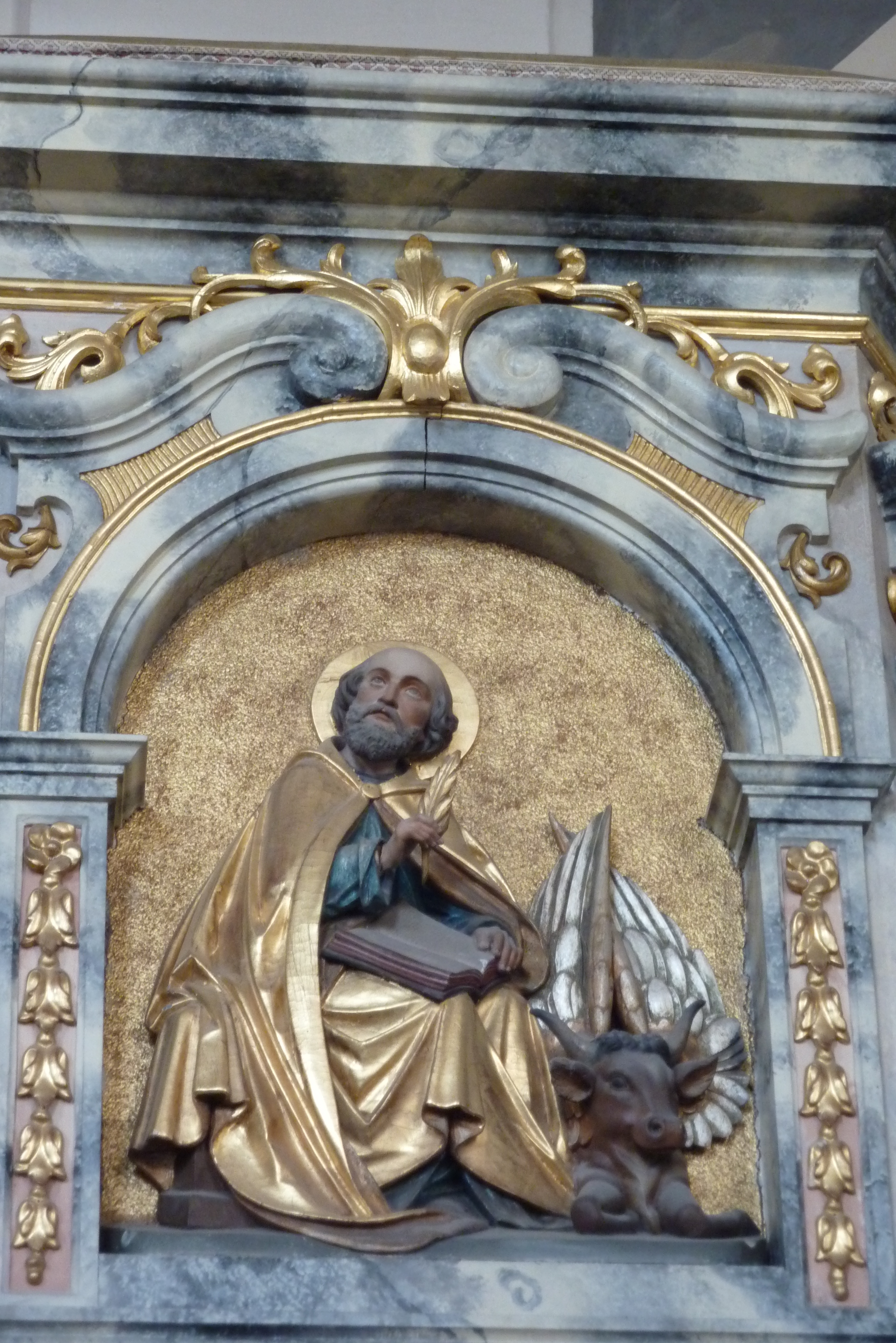
Evangelist Lukas mit Stier
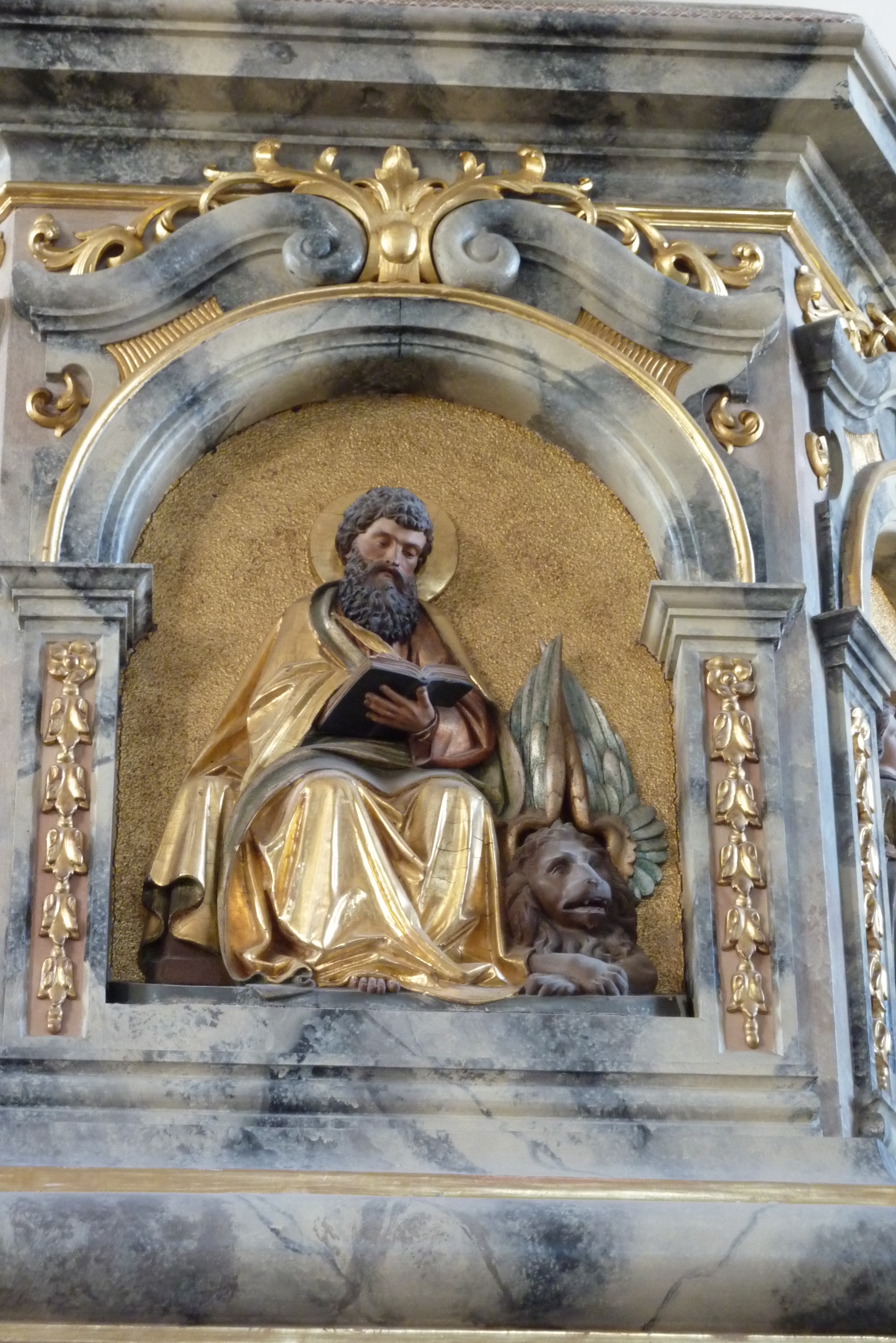
Evangelist Markus mit Löwe
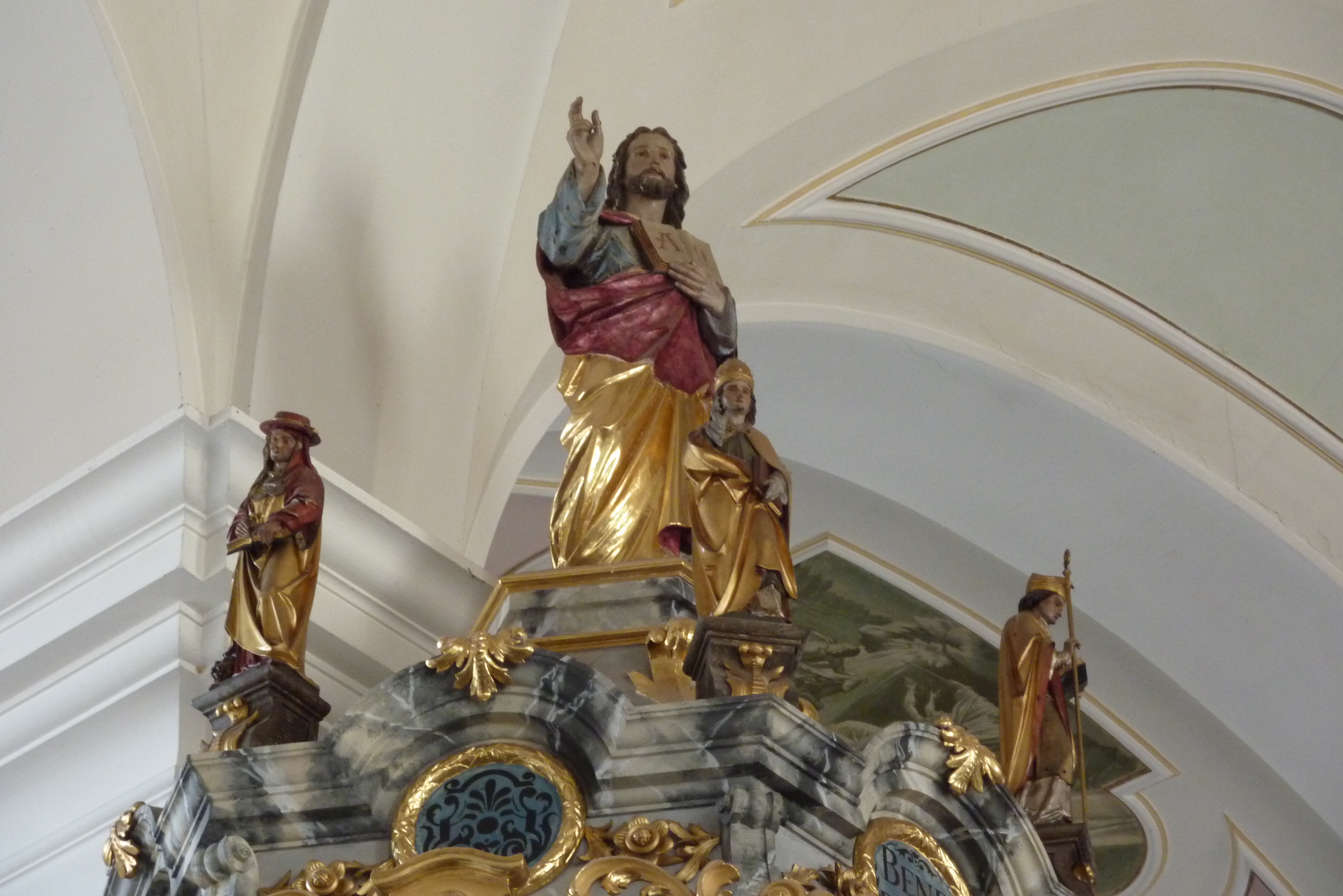
Segnender Christus auf dem Schalldeckel